# Rtić
 Rtić  falu Horvátországban, a Tengermellék-Hegyvidék megyében. Közigazgatásilag  Vrbovskóhoz tartozik.

## Fekvése
Fiumétól 56 km-re keletre, községközpontjától 8 km-re északkeletre  fekszik.

## Története
A településnek 1857-ben 41, 1910-ben 36 lakosa volt. Trianonig Modrus-Fiume vármegye Vrbovskói járásához tartozott. 2011-ben 8 lakosa volt.

## Lakosság
| Lakosság változása | Lakosság változása | Lakosság változása | Lakosság változása | Lakosság változása | Lakosság változása | Lakosság változása | Lakosság változása | Lakosság változása | Lakosság változása | Lakosság változása | Lakosság változása | Lakosság változása | Lakosság változása | Lakosság változása | Lakosság változása |
| ------------------ | ------------------ | ------------------ | ------------------ | ------------------ | ------------------ | ------------------ | ------------------ | ------------------ | ------------------ | ------------------ | ------------------ | ------------------ | ------------------ | ------------------ | ------------------ |
| 1857               | 1869               | 1880               | 1890               | 1900               | 1910               | 1921               | 1931               | 1948               | 1953               | 1961               | 1971               | 1981               | 1991               | 2001               | 2011               |
| 41                 | 44                 | 47                 | 54                 | 51                 | 36                 | 37                 | 41                 | 31                 | 28                 | 21                 | 20                 | 8                  | 18                 | 4                  | 8                  |

## Nevezetességei
Xavéri Szent Ferenc tiszteletére szentelt római katolikus temploma a falun kívül, egy dombon, egy erdős terület közepén található. 1663-ban épült, egyhajós, keletelt templom sokszög záródású szentéllyel.  A templom eredetileg centrális épületnek épült, kisebb apszissal, majd az 1713-as átfogó felújítás megemelte és sokszögű apszissal bővítette. Zömök harangtornya a déli oldalon áll, valószínűleg egykor védelmi célokat szolgált. A hajó egyedi terében timpanonos boltozat található, míg a szentély boltozata keresztboltozat. A teljes belső falfelület két rétegben van kifestve. Az első réteg barokk, a második réteg pedig az osilnicai Antonini mester festménye a 20. század elejéről. Berendezése barokk stílusú, oltárai gazdagon aranyozottak. A horvát Hegyvidék egyik legértékesebb temploma.